# Ugo Benassi
Ugo Benassi (Carpineti, 24 settembre 1928 – Reggio nell'Emilia, 17 settembre 2011) è stato un politico italiano.

## Biografia
Di professione impiegato, è stato sindaco di Reggio Emilia per il Partito Comunista Italiano dal 1976 al 1987. Durante il suo mandato è avvenuta la realizzazione di opere infrastrutturali, fra cui il tratto centrale della tangenziale nord, viale Rodolfo Morandi e viale del Partigiano, a Ospizio.
Nel 1987 viene eletto senatore per il PCI, dopo la svolta della Bolognina aderisce al Partito Democratico della Sinistra; conclude il mandato parlamentare nel 1992.
Muore nel settembre del 2011, una settimana prima di compiere 83 anni.